# Междуреченский (Краснодарский край)
Междуреченский — хутор в Павловском районе Краснодарского края. Входит в состав Новопластуновского сельского поселения.

## География

### Улицы
- ул. Ленина.

## Население
| 2002 | 2010 |
| ---- | ---- |
| 653  | ↘603 |